# Celebrity (film)
Celebrity – amerykański czarno-biały film komediowy z 1998 roku w reżyserii Woody’ego Allena. Zdjęcia kręcono w Nowym Jorku i pobliskim Nyack.

## Opis fabuły
Rozwiedzione po 16 latach małżeństwo: on jest dziennikarzem, ona – „chodzącą nerwicą” z poczuciem winy, pochodzącą z katolickiej rodziny nauczycielką angielskiego. Film opowiada ich losy od momentu rozstania. On nadrabia zaległości erotyczne, jednocześnie – w przerwach między kolejnymi podbojami – próbuje swoich sił w literaturze i filmie, chcąc na trwałe wejść do świata elity, w którym bywa tylko jako reporter. Ona nie może się pozbierać, psychoterapia nie skutkuje, wiara również nie daje pocieszenia. Dopiero przypadkowe spotkanie z sympatycznym, zdystansowanym wobec własnej kariery producentem telewizyjnym przyniesie całkowitą zmianę jej sytuacji.

## Obsada
- Hank Azaria jako David
- Kenneth Branagh jako Lee Simon
- Judy Davis jako Robin Simon
- Leonardo DiCaprio jako Brandon Darrow
- Melanie Griffith jako Nicole Oliver
- Famke Janssen jako Bonnie
- Michael Lerner jako dr Lupus
- Joe Mantegna jako Tony Gardella
- Bebe Neuwirth jako Hooker
- Winona Ryder jako Nola
- Charlize Theron jako supermodelka
- Celia Weston jako Dee Bartholomew